# Мурталь
Мурталь (нем.Bezirk Murtal) — политический округ  в Австрии. Округ расположен в  федеральной земле Штирия. Образован 1 января 2012 года в процессе слияния бывших округов Юденбург и Книттельфельд. Территория округа на 1 января 2015 года составляет 167 557 га. Население — 72 930 чел. на 1 января 2015 года. Плотность населения — 43,53 чел./км2. Землеобеспеченность с учётом внутренних вод — 22 975 м2/чел. Административный центр округа — город Юденбург.

## Общие сведения

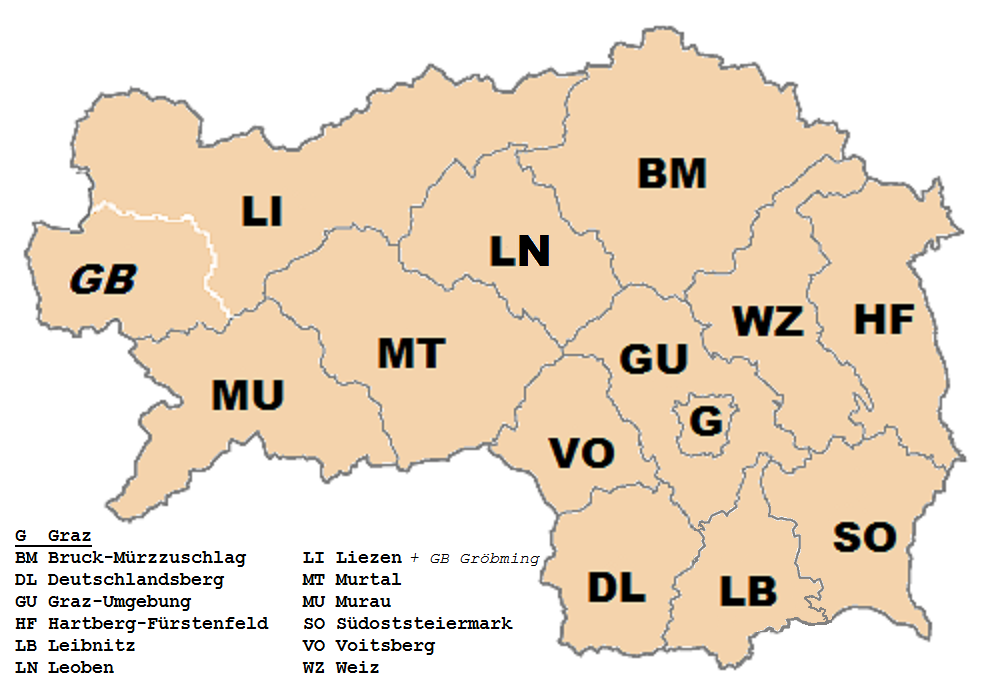
Аббревиатуры штатутарштадта Грац (G), экспозитура Грёбминг (GB) и политических округов Штирии на 01.01.2015г. (Мурталь — МТ)

Официальный идентификационный код округа — 620 (B620). Официальный сайт правительства округа в Штирии — BH Murtal. Также в Австрийской Республике каждому политическому округу и штатутарштадту присваивают именные идентификационные
 автомобильные коды. До образования округа использовались номерные знаки с аббревиатурами JU и KF бывших политических округов Юденбург и Книттельфельд. Новая аббревиатура автомобильных кодов округа — МТ. С этим идентификатором выдаются номерные знаки с 1 июля 2012 года для перерегистрации старых и регистрации новых автотранспортных средств.
В связи с ликвидацией судебного округа Книттельфельд (кодовый номер 6202) с 1 июля 2013 года вновь образованный  политический округ подпадает под полную юрисдикцию только судебного округа Юденбург (кодовый номер 6201).
Избирательные, налоговые, планировочные и НУТС-регионы.

## Этимология
Решающим для выбора имени вновь созданного политического округа, который впервые назван в честь региона в Австрийской Республике, была инициатива „Kraft. Das Murtal“ , главы Торгово-промышленной палаты Murtal и председателя Urlaubsregion Murtal, которые отправили совместное письмо в июле 2011 года провинциальному правительству. Термин, однако, географически неточен, и поэтому спорный . Было ещё одно предложение — Айхфельд (нем. Aichfeld), который уже использовался несколькими компаниями. Названия типа "Мурау" были исключены. Юденбург и Книттельфельд ранее были объединены в 1868—1946гг. в один округ, но известный под названием как Юденбург.

## География

### Географическое положение
Политический округ Мурталь географически относится к региону  Верхняя Штирия и  расположен в её юго-западной части.
В настоящее время (2015 год) Мурталь — третий по площади и восьмой по численности населения из тринадцати политических округов Штирии, включая штатутарштадт Грац. 
Округ на севере и северо-западе граничит с политическим округом Лицен, на северо-востоке и востоке — с политическими округами Леобен и Грац-Умгебунг, на юго-востоке — с политическим округом Фойтсберг, на юге — с политическими округами федеральной земли Каринтия Вольфсберг и Санкт-Файт, а на западе — с политическим округом Мурау.
Площадь округа на 01.01.2014 г. - 167 556 га.
Территориальные изменения площади округа за 1981-2012гг. приведены в разделе "Внешние ссылки".

### Природные условия
Распределение земельных ресурсов округа за 1981-2012гг. смотри в разделе "Внешние ссылки".

## Картографические материалы
- Картосхема общин округа Мурталь до реформы 2014-2015гг. (нем.)
- Картосхема слияния общин в округе Мурталь в результате реформы 2014-2015гг. (нем.)
- Картосхема  расположения общин Штирии до 01.01.2015г.
- Верхняя Штирия (до 2012 года)
- Верхняя Штирия в 2012-2013гг.
- Верхняя Штирия, 2015
- Верхняя Штирия, 2015
- Общины Штирии, 2015 (нем.)
- Картосхема политических округов Штирии до реформы 2012-2013гг. (нем.)
- Картосхема политических округов и экспозитуров в Штирии до реформы 2012-2015гг. (нем.)
- Штирия: новые округа после реформы 2012-2013гг.
- Картосхема административной реформы 2012-2013гг. (нем.)
- Картосхема политических округов Штирии, 2015 (нем.)
- NUTS—III Регионы Штирии (недоступная ссылка) (нем.)
- Картосхема альтернативных названий политических округов Штирии (нем.)

## Демография

### Территория и население
По данным "Географического справочника Штирии (часть 2), 2015.08.31" население округа в современных границах (приведены данные переписей за 1782-2011гг. и текущий учёт на конец года) было следующим А): " ... 1782: 5309-32.096, 1812: 5723-29.563, 1837: 5411-31.820, 1846: 32.817, 1851: 35.197, 1857: 5928-40.478, 1869: 5831-44.027, 1880: 6103-49.544, 1890: 6414-56.326, 1900: 6458-61.783, 1910: 6735-66.332, 1923: 6981-67.144, 1934: 7258-71.857, 1939: 73.472, 1951: 8642-78.007, 1961: 10.471-81.109, 1971: 13.220-83.658, 1981: 15.581-82.748, 1991: 17.394-79.638, 2001: 19.688-77.877, 2006:(46475+29365)Б)=75.840, 2011: 21.102-73.684, 2012: 73.343, 2013: 73.041, 2014: 72.930 (neue Abgrenzung).

Q Althöfe (bayerischer oder slawischer Herkunft): Krawarik, Siedlungsgeschichte (wie Bezirk Liezen), 99 (Karte)."
Примечания.
- А) Первый показатель — количество жилых зданий (при его отсутствии — население округа), второй показатель — население округа.
- Б) По данным "Географического справочника Штирии (часть 1), 2011.06.30[17]: 46475 — население политического округа Юденбург, 29365 — население политического округа Книттельфельд.

#### Территория и население в 1782-2011 гг.
| Таблица 1. Динамика численности населения политического округа Мурталь (в современных границах) по данным переписей за период 1782—2011 гг. | Таблица 1. Динамика численности населения политического округа Мурталь (в современных границах) по данным переписей за период 1782—2011 гг. | Таблица 1. Динамика численности населения политического округа Мурталь (в современных границах) по данным переписей за период 1782—2011 гг. | Таблица 1. Динамика численности населения политического округа Мурталь (в современных границах) по данным переписей за период 1782—2011 гг. | Таблица 1. Динамика численности населения политического округа Мурталь (в современных границах) по данным переписей за период 1782—2011 гг. | Таблица 1. Динамика численности населения политического округа Мурталь (в современных границах) по данным переписей за период 1782—2011 гг. | Таблица 1. Динамика численности населения политического округа Мурталь (в современных границах) по данным переписей за период 1782—2011 гг. |
| Дата переписи | Территория, км2 | Население, чел. | Плотность населения, чел./км2 | Прирост (убыль) населения, +/- | Рост (убыль) населения, ±, % | Индекс роста, %, 1869=100 |
| --- | --- | --- | --- | --- | --- | --- |
| 1782.ХХ.ХХ | - | 32 096 | - | - | - | 72,90 |
| 1812.ХХ.ХХ | - | 29 563 | - | - 2 533 | - 7,89 | 67,15 |
| 1837.ХХ.ХХ | - | 31 820 | - | + 2 257 | + 7,63 | 72,27 |
| 1846.ХХ.ХХ | - | 32 817 | - | + 997 | + 3,13 | 74,54 |
| 1851.ХХ.ХХ | - | 35 197 | - | + 2 380 | + 7,25 | 79,94 |
| 1857.10.31 | - | 40 478 | - | + 5 281 | + 15,00 | 91,94 |
| 1869.12.31 | - | 44 027 | - | + 3 549 | + 8,77 | 100,00 |
| 1880.12.31 | - | 49 544 | - | + 5 517 | + 12,53 | 112,53 |
| 1890.12.31 | - | 56 326 | - | + 6 782 | + 13,69 | 127,94 |
| 1900.12.31 | - | 61 783 | - | + 5 457 | - 9,69 | 140,33 |
| 1910.12.31 | - | 66 332 | - | + 4 549 | - 7,36 | 150,66 |
| 1923.03.07 | - | 67 144 | - | + 812 | + 1,22 | 152,51 |
| 1934.03.22 | - | 71 857 | - | + 4 713 | + 7,02 | 163,21 |
| 1939.05.17 | - | 73 472 | - | + 1 615 | + 2,25 | 166,88 |
| 1951.06.01 | - | 78 007 | - | + 4 535 | + 6,17 | 177,18 |
| 1961.03.21 | - | 81 109 | - | + 3 102 | + 3,98 | 184,23 |
| 1971.05.12 | - | 83 658 | - | + 2 549 | + 3,05 | 190,02 |
| 1981.05.12 | 1674,4800 | 82 748 | 49,42 | - 910 | - 1,09 | 187,95 |
| 1991.05.15 | 1674,9200 | 79 638 | 47,55 | - 3 110 | - 3,76 | 180,88 |
| 2001.05.15 | 1675,3770 | 77 877 | 46,48 | - 1 761 | - 2,21 | 176,88 |
| 2006.10.31 | 1675,3770 | 75 840 | 45,27 | - 2 037 | - 2,62 | 172,26 |
| 2011.10.31 | 1675,7825 | 73 684 | 43,97 | - 2 165 | - 2,85 | 167,36 |

#### Изменение численности населения в 1782-2011 гг.
Диаграмма изменения численности населения по данным налоговых, поместных, военных, церковно-приходских, судебных (1782—1863 гг.) и общенациональных (в том числе пробных и регистрационных) переписей за 1869—2011 гг.
Данные по Quelle: Statistik Austria; Historisches Ortslexikon Steiermark. Teil 1, 2. Datenbestand: 30.6.2011; 31.8.2014; 31.8.2015.

## Административные подразделения

### Политические общины
В рамках муниципальной структурной реформы в 2010-2015гг. число общин (муниципалитетов) в округе сократилось с 38 до 20.
С 1 января 2015 года политический округ поделён на 20 политических общин, включая четыре городские, 7 ярмарочных и 9 сельских.

#### Список общин

##### Легенда к списку общин
- 1-й показатель — номер по порядку;
- 2-й показатель — пятизначный идентификационный код политической общины с 01.01.2015г.;
- 3-й показатель — пятизначный идентификационный код политической общины в период 01.01.2012—01.01.2015гг.;
- 4-й показатель — пятизначный идентификационный код политической общины до 01.01.2012г.;
- 5-й показатель — название политической общины на русском языке;
- 6-й показатель — оригинальное название политической общины на немецком языке (выделено "курсивом" и приведено в скобках);
- 7-й показатель — численность населения политической общины по оценке на 01.01.2015г. (указана в скобках)[24].

Примечание: Пятизначный идентификационный код 00000, приведенный для конкретной политической общины, означает отсутствие явления.

##### Политические общины по состоянию на 01.05.2015г.
Городские общины
1. * 62041 * 62013 * 60907 * Книттельфельд (Knittelfeld) — (12.546)
2. * 62038 * 62038 * 62024 * Цельтвег (Zeltweg) — (7.329)
3. * 62047 * 62035 * 60914 * Шпильберг (Spielberg (Steiermark)) — (5.293)
4. * 62040 * 62011 * 60806 * Юденбург (Judenburg) — (10.072)

Ярмарочные общины
1. * 62048 * 62037 * 60823 * Вайскирхен-ин-Штайермарк (Weißkirchen in Steiermark) — (4.883)
2. * 62034 * 62034 * 60913 * Зеккау (Seckau) — (1.303)
3. * 62014 * 62014 * 60908 * Кобенц (Kobenz) — (1.839)
4. * 62042 * 62016 * 60810 * Обдах (Obdach) — (3.875)
5. * 62043 * 00000 * 00000 * Пёльс—Оберкурцхайм (Pöls-Oberkurzheim) — (3.047)
6. * 62044 * 00000 * 00000 * Пёльсталь (Pölstal) — (2.744)
7. * 62036 * 62036 * 60822 * Унцмаркт-Фрауэнбург (Unzmarkt-Frauenburg) — (1.378)

Сельские общины
1. * 62008 * 62008 * 60904 * Галь (Gaal) — (1.428)
2. * 62039 * 62009 * 60905 * Грослобминг (Großlobming) — (1.803)
3. * 62021 * 62021 * 60815 * Пустервальд (Pusterwald) — (478)
4. * 62026 * 62026 * 60818 * Санкт-Георген-об-Юденбург (Sankt Georgen ob Judenburg) — (870)
5. * 62045 * 00000 * 00000 * Санкт-Марайн-Файстриц (Sankt Marein-Feistritz) — (2.026)
6. * 62046 * 62030 * 60912 * Санкт-Маргаретен-бай-Книттельфельд (Sankt Margarethen bei Knittelfeld) — (2.705)
7. * 62032 * 62032 * 60821 * Санкт-Петер-об-Юденбург (Sankt Peter ob Judenburg) — (1.108)
8. * 62007 * 62007 * 60804 * Фонсдорф (Fohnsdorf) — (7.770)
9. * 62010 * 62010 * 60805 * Хоэнтауэрн (Hohentauern) — (433)

- Картосхема распределения населения округа Мурталь по общинам в 2015г. (нем.)

#### Самые, самые... по состоянию на 01.01.2015г.
Самая маленькая община (Цельтвег, 20 место среди всех общин) занимает всего 0,52 % (870 га) территории политического округа, а самая большая (Пёльсталь, 1-е место среди всех общин) — 16,13 % (27 019 га), почти 1/6 часть территории всего округа. В среднем одна община занимает площадь 8 378 га.
Самая маленькая по населению община Хоэнтауэрн — 0,59 % (433 человека и 20 место среди всех общин) от населения округа. Самая населённая — городская община Книттельфельд — 12 546 человек (1-е место и 17,20 % от всего населения политического округа). В среднем население одной общины составляет 3 647 чел.
По плотности населения на 1-м месте городская община Цельтвег с плотностью 842,41 чел./км2 (в 19,35 раза выше средней плотности), при средней плотности по политическому округу в 43,53 чел./км2. Минимальная плотность населения зафиксирована на территории общин Пустервальд — 4,54 чел./км2 и Хоэнтауэрн — 4,67 чел./км2, что более чем в девять раз ниже средней плотности по политическому округу.
Общая средняя земельная обеспеченность по политическому округу с учётом внутренних вод составляет 22 975 м2 на 1 человека. Минимальная земельная обеспеченность в общине Цельтвег — 1 187 м2, а максимальная в следующих общинах: Хоэнтауэрн — 213 926 м2 и Пустервальд — 220 251 м2.

### Ортшафты (населённые пункты и поселения)
Список населённых пунктов и (или) поселений (ортшафтов) по состоянию на 01.05.2015г.
Легенда к списку ортшафтов:
- "полужирным" шрифтом выделены административные центры (нем. Hauptort) политических общин.

А
```
Айнхёрн
 
(Einhörn)
 — (121)

Айхдорф
 
(Aichdorf)
 — (457)

Аллерсдорф
 
(Allersdorf)
 — (290) 

Аллерхайлиген
 
(Allerheiligen)
 — (24)

Аллерхайлигенграбен
 
(Allerheiligengraben)
 — (12)

Альтендорф
 
(Altendorf (Steiermark))
 — (211)

Америнг
 
(Amering)
 — (431)

Апфельберг
 
(Apfelberg)
 — (235)

Ауэрлинг
 
(Auerling)
 — (133)
```

Б
```
Байердорф
 
(Baierdorf (Murtal))
 — (320)

Баумкирхен
 
(Baumkirchen (Gemeinde Weißkirchen in Steiermark))
 — (41)

Бернталь
 
(Bärnthal)
 — (21)

Бишоффельд
 
(Bischoffeld)
 — (302)

Бретштайн
 
(Bretstein)
 — (298)
```

В
```
Вазендорф
 
(Wasendorf)
 — (310)

Вайерн
 
(Weyern (Gemeinde Spielberg))
 — (141)                                                            
Вайскирхен-ин-Штайермарк
 
(Weißkirchen in Steiermark)
 — (1 269)

Вальтерсдорф
 
(Waltersdorf)
 — (129)

Варбах
 
(Warbach)
 — (161)

Вассерлайт
 
(Wasserleith)
 — (109)

Вёлль
 
(Wöll)
 — (117)

Вёлльмердорф
 
(Wöllmerdorf)
 — (71)

Винден
 
(Winden (Steiermark))
 — (56)

Винтерлайтен
 
(Winterleiten)
 — (132)
```

Г
```
                                                                                                                                                                              
Галь
 
(Gaal)
 — (123)

Гальграбен
 
(Gaalgraben)
 — (127)

Гассельсдорф
 
(Gasselsdorf)
 — (35)

Гётцендорф
 
(Götzendorf)
 — (97)

Глайн
 
(Glein (Gemeinde Sankt Margarethen bei Knittelfeld))
 — (144)

Гоберниц
 
(Gobernitz)
 — (138)

Готсбах
 
(Gottsbach)
 — (23)

Граден
 
(Graden (Gemeinde Gaal))
 — (272)

Грайт 
(община Пёльс-Оберкурцхайм)
 
(Greith (Gemeinde Pöls-Oberkurzheim))
 — (104)

Грайт 
(община Санкт-Марайн-Файстриц)
 
(Greith (Gemeinde Sankt Marein-Feistritz))
 — (129)

Гранитцен
 
(Granitzen)
 — (155)

Грёсенберг
 
(Größenberg)
 — (26)                                                                                                                     
Грослобминг
 
(Großlobming)
 — (1 192)

Гроспреталь
 
(Großprethal)
 — (127)

Гросфайстриц
 
(Großfeistritz)
 — (146) 

Густерхайм
 
(Gusterheim)
 — (195)

Гфёлльграбен
 
(Gföllgraben)
 — (55)
```

Д
```
Дитерсдорф
 
(Dietersdorf)
 — (2 290)

Дюрнберг
 
(Dürnberg)
 — (186)
```

З
```
Зауэрбрунн
 
(Sauerbrunn)
 — (25)

Захендорф
 
(Sachendorf)
 — (275)                                                                                                                                  
Зеккау
 
(Seckau)
 — (603) 

Зилльвег
 
(Sillweg)
 — (344)

Зоннвендорф
 
(Sonnwenddorf)
 — (186)
```

И
```
Ингеринг І
 
(Ingering I)
 — (97)

Ингеринг II
 
(Ingering II)
 — (270)
```

К
```
Каталь
 
(Kathal)
 — (197)

Каталь-ин-Обдахегг
 
(Kathal in Obdachegg)
 — (125)

Кацлинг
 
(Katzling)
 — (138)

Качвальд
 
(Katschwald)
 — (80)

Кинберг
 
(Kienberg)
 — (97)

Клайнлобминг
 
(Kleinlobming)
 — (370)

Клайнпреталь
 
(Kleinprethal)
 — (81)

Книпас
 
(Kniepaß)
 — (8)                                                                                                                                   
Книттельфельд
 
(Knittelfeld)
 — (11 375)                                                                                                         
Кобенц
 
(Kobenz)
 — (629)

Котграбен
 
(Kothgraben)
 — (28)

Кройсбах
 
(Kroisbach)
 — (70)

Кумпиц
 
(Kumpitz)
 — (124)
```

Л
```
Лайнг
 
(Laing)
 — (41)

Лайстах
 
(Leistach)
 — (7)

Ландшах
 
(Landschach)
 — (936)

Лас
 
(Laas (Gemeinde Sankt Marein-Feistritz))
 — (64)

Лафантегг
 
(Lavantegg)
 — (187)

Линд
 
(Lind (Gemeinde Spielberg))
 — (336)
```

М
```
Мария-Бух
 
(Maria Buch)
 — (294)

Масвег
 
(Maßweg)
 — (394)

Маутерндорф
 
(Mauterndorf (Steiermark))
 — (178)

Мёберсдорф
 
(Möbersdorf)
 — (374)

Мёберсдорфзидлунг
 
(Möbersdorfsiedlung)
 — (229)                                                                                                         
Мёдербругг
 
(Möderbrugg)
 — (670)

Мёнхегг
 
(Mönchegg)
 — (196)

Мёшицграбен
 
(Möschitzgraben)
 — (65)

Миттербах
 
(Mitterbach)
 — (150)

Миттердорф
 
(Mitterdorf)
 — (36)

Миттерлобминг
 
(Mitterlobming)
 — (241)

Миттерфельд
 
(Mitterfeld (Gemeinde Sankt Marein-Feistritz))
 — (14)

Мозинг
 
(Mosing)
 — (22)

Мос
 
(Moos (Gemeinde Sankt Marein-Feistritz))
 — (6)

Мурдорф
 
(Murdorf)
 — (16)

Мюльдорф
 
(Mühldorf (Murtal))
 — (114)

Мюльталь
 
(Mühltal (Gemeinde Pöls-Oberkurzheim))
 — (11)
```

Н
```
Нойфишинг
 
(Neufisching)
 — (334)

Нойхаутценбихль
 
(Neuhautzenbichl)
 — (217)

Нойхофен
 
(Neuhofen)
 — (180)

Нойцельтвег
 
(Neuzeltweg)
 — (740)
```

О
```
                                                                                                                                                                                          
Обдах
 
(Obdach)
 — (1 532)

Обдахегг
 
(Obdachegg)
 — (251)

Обервег
 
(Oberweg)
 — (512)

Оберкурцхайм
 
(Oberkurzheim)
 — (133)

Обермур
 
(Obermur)
 — (18)

Оберфаррах
 
(Oberfarrach)
 — (94)

Оберцайринг
 
(Oberzeiring)
 — (629)

Оссах
 
(Ossach)
 — (46)

Оффенбург
 
(Offenburg (Steiermark))
 — (29)
```

П
```
Пайг
 
(Paig)
 — (64)

Пасхаммер
 
(Paßhammer)
 — (15)

Паузендорф
 
(Pausendorf)
 — (787)                                                                                                                        
Пёльс
 
(Pöls)
 — (1 538)

Пёльсхоф
 
(Pölshof)
 — (23)

Пихлинг
 
(Pichling)
 — (229)

Пихль 
(община Санкт-Маргаретен-бай-Книттельфельд)
 
(Pichl (Gemeinde Sankt Margarethen bei Knittelfeld))
 — (24)

Пихль 
(община Санкт-Петер-об-Юденбург)
 
(Pichl (Gemeinde Sankt Peter ob Judenburg))
 — (32)

Пихльхофен
 
(Pichlhofen)
 — (191)

Пранкх
 
(Prankh)
 — (123)

Прег
 
(Preg)
 — (74)

Преграбен
 
(Preggraben)
 — (103)                                                                                                                    
Пустервальд
 
(Pusterwald)
 — (478)

Пухшахен
 
(Puchschachen)
 — (183)

Пфаффендорф
 
(Pfaffendorf)
 — (509)
```

Р
```
Райсштрасе
 
(Reisstraße)
 — (140)

Райферсдорф
 
(Reifersdorf)
 — (123)

Райфлинг
 
(Reifling (Steiermark))
 — (61)

Расниц
 
(Raßnitz)
 — (237)

Раттенберг
 
(Rattenberg)
 — (224)

Рах
 
(Rach)
 — (13)

Рахау
 
(Rachau)
 — (302)

Рёч
 
(Rötsch)
 — (191)

Ритцендорф
 
(Ritzendorf(Gemeinde Sankt Margarethen bei Knittelfeld))
 — (15)

Ритцерсдорф
 
(Ritzersdorf)
 — (14)

Ротентурм
 
(Rothenthurm(Steiermark))
 — (436)
```

С
```
Санкт-Анна-Фериензидлунг
 
(Sankt Anna-Feriensiedlung)
 — (26)

Санкт-Бенедиктен
 
(Sankt Benedikten)
 — (23)

Санкт-Георген-ин-Обдахегг
 
(Sankt Georgen in Obdachegg)
 — (66)                                                                                                            
Санкт-Георген-об-Юденбург
 
(Sankt Georgen ob Judenburg)
 — (368)

Санкт-Иоганн-ам-Тауэрн-Зоннзайте
 
(Sankt Johann am Tauern Sonnseite)
 — (352)

Санкт-Иоганн-ам-Тауэрн-Шаттзайте
 
(Sankt Johann am Tauern Schattseite)
 — (115)

Санкт-Лоренцен-бай-Книттельфельд
 
(Sankt Lorenzen bei Knittelfeld)
 — (493)                                                                                                   
Санкт-Марайн-бай-Книттельфельд
 
(Sankt Marein bei Knittelfeld)
 — (299)                                                                                     
Санкт-Маргаретен-бай-Книттельфельд
 
(Sankt Margarethen bei Knittelfeld)
 — (799)

Санкт-Маргаретен-бай-Книттельфельд-Зидлунг
 
(Sankt Margarethen bei Knittelfeld Sdlg)
 — (115)

Санкт-Марта
 
(Sankt Martha)
 — (190)

Санкт-Освальд
 
(Sankt Oswald (Gemeinde Pölstal))
 — (477)                                                                                         
Санкт-Петер-об-Юденбург
 
(Sankt Peter ob Judenburg)
 — (365)
```

Т
```
Талинг
 
(Thaling (Steiermark))
 — (83)

Тальхайм
 
(Thalheim (Steiermark))
 — (158)

Танн
 
(Thann (Österreich))
 — (54) 

Трибенталь
 
(Triebental)
 — (85)
```

У
```
Угендорф
 
(Ugendorf)
 — (161)

Унтермур
 
(Untermur)
 — (6)

Унтерфаррах
 
(Unterfarrach)
 — (202)

Унтерцайринг
 
(Unterzeiring)
 — (15)                                                                                                                        
Унцмаркт
 
(Unzmarkt)
 — (696)
```

Ф
```
Файстриц-бай-Книттельфельд
 
(Feistritz bei Knittelfeld)
 — (582)

Файстрицграбен 
(община Санкт-Марайн-Файстриц)
 
(Feistritzgraben (Gemeinde Sankt Marein-Feistritz))
 — (1)

Файстрицграбен 
(община Санкт-Петер-об-Юденбург)
 
(Feistritzgraben (Gemeinde Sankt Peter ob Judenburg))
 — (81)

Фаррах
 
(Farrach)
 — (1 155)

Феберг
 
(Feeberg)
 — (186) 

Фенч
 
(Fentsch)
 — (130)

Фёчах
 
(Fötschach)
 — (36)

Фишинг
 
(Fisching (Österreich))
 — (203)

Флачах
 
(Flatschach)
 — (181)                                                                                                                          
Фонсдорф
 
(Fohnsdorf)
 — (3 017)

Фрауэнбург
 
(Frauenburg)
 — (682)

Фрессенберг
 
(Fressenberg)
 — (45)

Фурт
 
(Furth)
 — (80)
```

Х
```
Харт
 
(Hart)
 — (148)

Хаутценбихль
 
(Hautzenbichl)
 — (337) 

Хетцендорф
 
(Hetzendorf)
 — (1 004)

Хоф
 
(Hof (Gemeinde Sankt Marein-Feistritz))
 — (115)                                                                   
Хоэнтауэрн
 
(Hohentauern)
 — (348)
```

Ц
```
Цайрингграбен
 
(Zeiringgraben)
 — (43)

Цанитцен
 
(Zanitzen)
 — (16)                                                                                                                                
Цельтвег
 
(Zeltweg)
 — (4 591)

Цугталь
 
(Zugtal)
 — (105)
```

Ш
```
Шайбен
 
(Scheiben)
 — (194)

Шаттенберг
 
(Schattenberg)
 — (151)

Шварценбах-ам-Грёсинг
 
(Schwarzenbach am Größing)
 — (157)

Шёнберг
 
(Schönberg (Gemeinde Spielberg))
 — (10)

Шоберэгг
 
(Schoberegg)
 — (319)

Шпильберг
 
(Spielberg (Steiermark))
 — (2 910)

Штреттвег
 
(Strettweg)
 — (399)

Шютт
 
(Schütt (Gemeinde Sankt Margarethen bei Knittelfeld))
 — (4)
```

Э
```
Энцерсдорф
 
(Enzersdorf)
 — (127)

Эппенштайн
 
(Eppenstein)
 — (366)
```

Ю
```
                                                                                                                                                              
Юденбург
 
(Judenburg)
 — (8 557)
```

### Судебные округа
В результате административной реформы в Австрии в 1849 году в Штирии были созданы новые административные единицы, включая и политический округ Мурталь (в 1849—2011гг. — под названием политический округ Юденбург). На территории последнего располагалось четыре судебных округа: Книттельфельд, Обдах, Оберцайринг и Юденбург. В 1923 году судебный округ Обдах был ликвидирован и присоединён к судебному округу Юденбург. В 1946 году в результате административной реформы был образован политический округ Книттельфельд, а судебный округ Книттельфельд был выведен из состава политического округа Юденбург. В 1976 году был распущен судебный округ Оберцайринг (кодовый номер 6082) и юрисдикция судебного округа Юденбург (кодовый номер 6081) с 1 октября 1976 года полностью распространяется на весь бывший политический округ Юденбург. В соответствии со структурной административной реформой в Штирии 2010-2015гг. с 1  января 2012 года были объединены политические округа Юденбург (судебный округ Юденбург [кодовый номер 6081, с 01.01.2012г. — 6201]) и Книттельфельд (судебный округ Книттельфельд [кодовый номер 6091, с 01.01.2012г. — 6202]) в политический округ Мурталь.
Судебный округ Книттельфельд в 2013 году был упразднён и с 1 июля 2013 года территория политического округа Мурталь полностью подпадает под юрисдикцию судебного округа Юденбург (кодовый номер — 6201).

#### Судебный округ Книттельфельд (1849—2013)
По данным "Географического справочника Штирии (часть 2), 2015.08.31" население бывшего судебного округа в старых и новых границах (приведены данные переписей за 1528-2011гг. и текущий учёт на конец года) было следующим А): " ... 1528: *4850 Komm., 1544: 5250 Komm., 1617: 8436 Komm., 1770 (Dir.): 10.321 E, 1782: 1970-10.030, 1812: 2229-10.474, 1837: 1983-11.118, 1846: 11.497, 1851: 12.387, 1857: 1997-13.592, 1869: 2008-14.579, 1880: 2084-16.407, 1890: 2247-18.500, 1900: 2278-21.177, 1910: 2431-23.910, 1923: 2544-25.123, 1934: 2760-26.866, 1939: 26.427, 1951: 3083-27.694, 1961: 3731-28.278, 1971: 4657-29.537, 1981: 5508-30.108, 1991: 6223-29.526, 2001: 7194-29.659, 2011: 7927-29.096, 2012: 29.062, 2013: 28.904, 2014: 28.943 (neue Abgrenzung).
G (neue Abgrenzung): Gaal, Großlobming, Knittelfeld, Kobenz, St. Marein-Feistritz, St. Margarethen bei Knittelfeld, Seckau, Spielberg."
- Примечание: А) Первый показатель — количество жилых зданий (при его отсутствии — население судебного округа), второй показатель — население судебного округа, Komm. — число причастников.

Судебный округ Книттельфельд включал в себя территориальную юрисдикцию в районном суде Книттельфельд и подчинялся вышестоящему государственному суду компетентной юрисдикции федеральной земли Штирия — земельному суду в Леобене. Он охватывал восточную часть политического округа Мурталь (в 1849—1946гг. — в составе политического округа Юденбург), а в 1946—2013гг. весь политический (ныне бывший) округ Книттельфельд, и в результате реорганизации был ликвидирован с 1 июля 2013 года с присоединением к судебному округу Юденбург.
В 1849 году было обнародовано решение Государственной судебной комиссии о создании судебного округа Книттельфельд. Округ первоначально включал в себя 14 общин (приходов): Dürnberg, Feistritz, Flatschach, Gall, Großlobming, Kleinlobming, Knittelfeld, Lorenzen, Marein, Margarethen, Mitterlobming, Puchschachen, Rachau и Seckau. К 1868 году в результате разукрупнения прихода Книттельфельд дополнительно образовалось ещё три общины, вошедшие в состав судебного округа: Spielberg, Kobenz и Apfelberg.
Судебный округ Книттельфельд сформирован в 1868 году при разделении политической и судебной власти и вместе с судебными округами Обдах, Оберцайринг и Юденбург вошёл в состав политического округа Юденбург.
В 1946 году в результате административной реформы был образован политический округ Книттельфельд, а судебный округ Книттельфельд был выведен из состава политического округа Юденбург. При объединении округов Юденбург и Книттельфельд в политический округ Мурталь это административное изменение было отменено с 1  января 2012 года.
До 1 января 2012 года судебному округу был присвоен официальный кодовый номер — 6091. Но, в связи с ликвидацией политического округа Книттельфельд, с 1 января 2012 года судебному округу был присвоен новый кодовый номер — 6202.
С 1 января 2012 года в соответствии с административной реформой в Штирии политические округа Книттельфельд и Юденбург были объединены в единый политический округ Мурталь: Verordnung der Steiermärkischen Landesregierung vom 20. Oktober 2011 über Sprengel, Bezeichnung und Sitz der Bezirkshauptmannschaften in der Steiermark. По результатам этой реформы судебный округ Книттельфельд с 1 июля 2013 года вошёл в состав судебного округа Юденбург, юрисдикция которого полностью распространилась на весь политический округ Мурталь.
По состоянию на 1 июля 2013 года окружной суд был распущен и все 14 общин (муниципалитетов) были переданы под юрисдикцию судебного округа Юденбург.
В окружной суд на момент его ликвидации входило 14 политических общин: Апфельберг, Галь, Грослобминг, Зеккау, Клайнлобминг, Книттельфельд, Кобенц, Рахау, Санкт-Лоренцен-бай-Книттельфельд, Санкт-Марайн-бай-Книттельфельд, Санкт-Маргаретен-бай-Книттельфельд, Файстриц-бай-Книттельфельд, Флачах и Шпильберг, расположенных на территории бывшего политического округа Книттельфельд, занимающего в настоящее время восточную часть вновь образованного политического округа Мурталь.

#### Судебный округ Обдах (1849—1923)
Судебный округ Обдах (нем. Gerichtsbezirk Obdach) — бывший судебный округ и, одновременно, бывший налоговый участок (налоговое управление) в Австрии, в федеральной земле Штирия.
Судебный округ Обдах включал в себя территориальную юрисдикцию в районном суде Обдах и подчинялся вышестоящему государственному суду компетентной юрисдикции федеральной земли Штирия — земельному суду в Леобене. Он охватывал южную часть политического округа Мурталь (в 1849—2011гг. — политический округ Юденбург) и в 1923 году в результате реорганизации был ликвидирован с присоединением к судебному округу Юденбург.
В 1849 году было обнародовано решение Государственной судебной комиссии о создании судебного округа Обдах. Округ первоначально включал в себя семь общин (приходов): Granitzen, Kienberg, Lavantegg, Obdach, Obdachegg, Prethal и Schwarzenbach.
Судебный округ Обдах сформирован в 1868 году при разделении политической и судебной власти и  вместе с судебными округами Книттельфельд, Оберцайринг и Юденбург вошёл в состав политического округа Юденбург.
После Первой мировой войны судебный округ Обдах упраздняют 1 июня 1923 года и включают в территориальную юрисдикцию ныне бывшего судебного округа Юденбург.
Окружной суд на момент его ликвидации состоял из семи политических общин: Гранитцен, Кинберг, Лафантегг, Обдах, Обдахегг,  Преталь и Шварценбах.

#### Судебный округ Оберцайринг (1849—1976)
По данным "Географического справочника Штирии (часть 2), 2015.08.31" население бывшего судебного округа в старых и новых границах (приведены данные переписей за 1772-2011гг. и текущий учёт на конец года) было следующим А): " ... 1772: *5500 E, 1782: 828-5740, 1812: 877-4751, 1837: 856-5082, 1846: 5135, 1851: 5464, 1869: 979-6016, 1880: 5947, 1890: 5850, 1900: 6001, 1910: 5999, 1923: 5764, 1934: 6251, 1939: 6301, 1951: 931-6312, 1961: 1080-6307, 1971: 1263-5939, 1981: 1341-5426, 1991: 1502-5214, 2001: 1726-4967, 2011: 1809-4459, 2012: 4403, 2013: 4381 (alte Abgrenzung). – 2011: 1581-3748, 2012: 3708, 2013: 3687, 2014: 3655 (neue Abgrenzung).
1976 aufgelöst. – G (neue Abgrenzung): Hohentauern, Pölstal, Pusterwald. - Die ehem. G Oberkurzheim zählt jetzt zum ehem. Gerichtsbezirk Judenburg. – 1770: G Oberkurzheim geschätzt. – Q 1445: 9 Pfarren in den Bezirken Judenburg und Murau hatten 1445: 1637, 1782: 2589 H. Ein knappes Drittel davon entfiel 1782 auf den ehem. Gerichtsbezirk Oberzeiring (Pfarren St. Oswald, Oberzeiring, teilweise Pöls), woraus sich die Schätzung ergibt."
- Примечание: А) Первый показатель — количество жилых зданий (при его отсутствии — население судебного округа), второй показатель — население судебного округа.

Судебный округ Оберцайринг включал в себя территориальную юрисдикцию в районном суде Оберцайринг и подчинялся вышестоящему государственному суду компетентной юрисдикции федеральной земли Штирия — земельному суду в Леобене. Он охватывал северную часть политического округа Мурталь (в 1849—2011гг. — политический округ Юденбург) и в 1976 году в результате реорганизации был ликвидирован с присоединением к судебному округу Юденбург.
В 1849 году было обнародовано решение Государственной судебной комиссии   о создании судебного округа Оберцайринг (нем. Gerichtsbezirk Oberzeiring). Округ первоначально включал в себя семь общин (приходов): Brettstein, Hohenthauern, Oberkurzheim, Oberzeiring, Oswald, Pusterwald и St. Johann.
Судебный округ Оберцайринг сформирован в 1868 году при разделении политической и судебной власти  и  вместе с судебными округами Книттельфельд, Обдах и Юденбург вошёл в состав политического округа Юденбург.
После Первой мировой войны к судебному округу Юденбург 1 июня 1923 года был присоединён судебный округ Обдах. Также количество судебных округов уменьшилось в политическом округе Юденбург и в 1946 году  из-за отделения судебного округа Книттельфельд, который стал независимым политическим округом.
Впоследствии федеральное правительство своим указом приняло решение о роспуске судебного округа Оберцайринг и юрисдикция судебного округа Юденбург с 1 октября 1976 распространяется на весь политический округ Юденбург.
Окружной суд на момент его ликвидации состоял из семи политических общин: Бретштайн, Оберкурцхайм, Оберцайринг, Пустервальд,  Санкт-Иоганн-ам-Тауэрн, Санкт-Освальд-Мёдербругг и  Хоэнтауэрн.

#### Судебный округ Юденбург (1849—2013)
По данным "Географического справочника Штирии (часть 2), 2015.08.31" население бывшего судебного округа в старых и новых границах (приведены данные переписей за 1772-2011гг. и текущий учёт на конец года) было следующим А): " ... 1772: *13.800 E, 1782: 2511-16.326, 1812: 2617-14.338, 1837: 2572-15.620, 1846: 16.285, 1851: 17.346, 1869: 2844-23.432, 1880: 27.190, 1890: 31.976, 1900: 34.605, 1910: 36.423, 1923: 36.257, 1934: 38.740, 1939: 40.744, 1951: 4628-44.001, 1961: 5660-46.524, 1971: 7300-48.182, 1981: 8732-47.214, 1991: 9669-44.898, 2001: 10.768-43.251, 2011: 11.366-40.129, 2012: 39.878, 2013: 39.756 (alte Abgrenzung). – 2011: 11.594-40.840, 2012: 40.573, 2013: 40.450, 2014: 40.332 (neue Abgrenzung).

Besteht seit 1976 nicht mehr im angegebenen Umfang. – G (neue Abgrenzung): Fohnsdorf, Judenburg, Obdach, Pöls-Oberkurzheim, St. Georgen ob Judenburg, St. Peter ob Judenburg, Unzmarkt-Frauenburg, Weißkirchen in Steiermark, Zeltweg. – 1812: ohne die etwa 100 Einwohner der O Baierdorf, G Maria Buch-Feistritz."
- Примечание: А) Первый показатель — количество жилых зданий (при его отсутствии — население судебного округа), второй показатель — население судебного округа.

Ehem. Bezirk Judenburg
Etwa 930 Urhuben (K; ohne Stadt und Märkte). – 1445: *2090, 1528: *10.000 Komm., 1666: *16.500 Komm., 1772: *19.300 E, 1782: 3339-22.066, 1812: 3494-19.089, 1837: 3428-20.702, 1846: 21.320, 1851: 22.810, 1857: 3931-26.886, 1869: 3823-29.448, 1880: 4019-33.137, 1890: 4167-37.826, 1900: 4180-40.606, 1910: 4304-42.422, 1923: 4437-42.021, 1934: 4498-44.991, 1939: 47.045, 1951: 5559-50313, 1961: 6740-52.831, 1971: 8563-54.121, 1981: 10.073-52.640, 1991: 11.171-50.112, 2001: 12.494-48.218, 2011: 13.175-44.588, 2012: 44.281, 2013: 44.137, 2014: 43.987 (neue Abgrenzung).
G (neue Abgrenzung): Fohnsdorf, Hohentauern, Judenburg, Obdach, Pöls-Oberkurzheim, Pölstal, Pusterwald, St. Georgen ob Judenburg, St. Peter ob Judenburg, Unzmarkt-Frauenburg, Weißkirchen in Steiermark, Zeltweg.
В 1849 году было обнародовано решение Государственной судебной комиссии о создании судебного округа Юденбург. Округ первоначально включал в себя 25 общин (приходов): Allersdorf, Feistritz, Feistritzgraben, Fisching, Fohnsdorf, Frauendorf, Judenburg, Kumpitz, Möschitzgraben, Murdorf, Oberweg, Pichl, Pichlhofen, Pöls, Reifling, Reißstraße, Rothenthurm, Scheiben, Schoberegg, St. Georgen, St. Peter, Unzmarkt, Waltersdorf, Weißkirchen и Wöll.
Судебный округ Юденбург сформирован в 1868 году при разделении политической и судебной власти и  вместе с судебными округами Книттельфельд, Обдах и Оберцайринг вошёл в состав политического округа Юденбург.
В 1874 году от общины Фонсдорф были отделены кадастровые общины Цельтвег и Фаррах (нем. Katastralgemeinden Zeltweg und Farrach) с образованием новой общины Цельтвег
(нем. Gemeinde Zeltweg).
После Первой мировой войны к судебному округу Юденбург были присоединены общины Granitzen, Kienberg, Lavantegg, Obdach, Obdachegg, Prethal и Schwarzenbach от ликвидированного с 1 июня 1923 года судебного округа Обдах.
Во времена реформирования административно-территориального деления в середине 1970-х годов количество общин (муниципалитетов), входящих в судебный округ, уменьшилось с 33 до 17: Amering, Eppenstein, Fohnsdorf, Judenburg, Maria Buch-Feistritz, Obdach, Oberweg, Pöls, Reifling, Reisstraße, St. Anna am Lavantegg, St. Georgen ob Judenburg, St. Peter ob Judenburg, St. Wolfgang-Kienberg, Unzmarkt-Frauenburg, Weißkirchen in Steiermark und Zeltweg.
Впоследствии федеральное правительство своим указом приняло решение о роспуске судебного округа Оберцайринг с передачей всех судебных полномочий с 1 октября 1976 года в судебный округ Юденбург. С этого момента юрисдикция судебного округа полностью распространилась на весь  политической округ Юденбург. В связи с этими событиями судебный округ Юденбург пополнился следующими общинами (муниципалитетами) из расформированного судебного округа Оберцайринг: Bretstein, Hohentauern, Oberkurzheim, Oberzeiring, Pusterwald, St. Johann am Tauern и St. Oswald-Möderbrugg.

#### Современное положение
По данным "Географического справочника Штирии (часть 2), 2015.08.31" население судебного округа Юденбург в новых границах (с 01.07.2013г.) (приведены данные переписей за 1528-2011гг. и текущий учёт на конец года) было следующим А): " ... 1528: *14.850 Komm., 1782: 5309-32.096, 1812: 5723-29.563, 1837: 5411-31.820, 1846: 32.817, 1851: 35.197, 1857: 5928-40.478, 1869: 5831-44.027, 1880: 6103-49.544, 1890: 6414-56.326, 1900: 6458-61.783, 1910: 6735-66.332, 1923: 6981-67.144, 1934: 7258-71.857, 1939: 73.472, 1951: 8642-78.007, 1961: 10.471-81.109, 1971: 13.220-83.658, 1981: 15.581-82.748, 1991: 17.394-79.638, 2001: 19.688-77.877, 2011: 21.102-73.684, 2012: 73.343, 2013: 73.041, 2014: 72.930 (neue Abgrenzung).
Q Althöfe (bayerischer oder slawischer Herkunft): Krawarik, Siedlungsgeschichte (wie Bezirk Liezen), 99 (Karte)."
- Примечание: А) Первый показатель — количество жилых зданий (при его отсутствии — население судебного округа), второй показатель — население судебного округа, Komm. — число причастников.

Судебный округ Юденбург включает в себя территориальную юрисдикцию в районном суде Юденбург и подчиняется вышестоящему судебному округу федеральной земли Штирия. С 1 июля 2013 года бывший судебный округ Юденбург вместе с упразднённым судебным округом Книттельфельд в результате объединения реорганизованы в судебный округ Юденбург.
До 1 января 2012 года судебному округу был присвоен официальный кодовый номер — 6081.
В связи с созданием политического округа Мурталь с 1 января 2012 года судебному округу был присвоен новый кодовый номер — 6201.
Правительство Штирии, продолжая проводить административное и судебное реформирование в федеральной земле, с 1 июля 2013 года к судебному округу Юденбург присоединило 14 политических общин ликвидированного судебного округа Книттельфельд (кодовый номер — 6202) и его юрисдикция полностью распространилась на весь политический округ Мурталь.
На 1 июля 2013 года в судебный округ входило 38 политических общин:

- 62038 * 60824 Цельтвег (Zeltweg)

В дальнейшем, из-за муниципальной структурной реформы, на основании постановления правительства Штирии „Bezirksgerichte-Verordnung Steiermark 2015“ с 1 января 2015 года были внесены изменения и пересмотрены полномочия окружного суда.
В связи со структурной реформой административно-территориального деления в Штирии с 1 января 2015 года число политических общин (муниципалитетов) в территориальной юрисдикции окружного суда уменьшилось до 20:

- 62048 ★ M ★ Вайскирхен-ин-Штайермарк (Weißkirchen in Steiermark) — (4 883)
- 62008 ★ L ★ Галь (Gaal) — (1 428)
- 62039 ★ L ★ Грослобминг (Großlobming) — (1 803)
- 62034 ★ M ★ Зеккау (Seckau) — (1 303)
- 62041 ★ S ★ Книттельфельд (Knittelfeld) — (12 546)
- 62014 ★ M ★ Кобенц (Kobenz) — (1 839)
- 62042 ★ M ★ Обдах (Obdach) — (3 875)
- 62043 ★ M ★ Пёльс-Оберкурцхайм (Pöls-Oberkurzheim) — (3 047)
- 62044 ★ M ★ Пёльсталь (Pölstal) — (2 744)
- 62021 ★ L ★ Пустервальд (Pusterwald) — (478)
- 62086 ★ L ★ Санкт-Георген-об-Юденбург (Sankt Georgen ob Judenburg) — (870)
- 62045 ★ L ★ Санкт-Марайн-Файстриц (Sankt Marein-Feistritz) — (2 026)
- 62046 ★ L ★ Санкт-Маргаретен-бай-Книттельфельд (Sankt Margarethen bei Knittelfeld) — (2 705)
- 62032 ★ L ★ Санкт-Петер-об-Юденбург (Sankt Peter ob Judenburg) — (1 108)
- 62036 ★ M ★ Унцмаркт-Фрауэнбург (Unzmarkt-Frauenburg) — (1 378)
- 62007 ★ L ★ Фонсдорф (Fohnsdorf) — (7 770)
- 62010 ★ L ★ Хоэнтауэрн (Hohentauern) — (433)
- 62038 ★ S ★ Цельтвег (Zeltweg) — (7 329)
- 62047 ★ S ★ Шпильберг (Spielberg) — (5 293)
- 62040 ★ S ★ Юденбург (Judenburg) — (10 072)

Территориально с 1 июля 2013 года судебный округ Юденбург полностью совпадает с политическим округом Мурталь.

## История
Murtal район был в ходе Штирии провинциального правительства под руководством губернатора Франца Вов (SPO) и его заместитель Герман Schützenhöfer (АНП основана) осуществляется реформа в действие с 1 января 2012 года дизайн.
После совещания, состоявшегося в 2010, государственного выборах, было так называемое "партнерство реформа". В ходе этих реформ в политике и государственном управлении, объединены с муниципалитетами и количество депутатов парламента страны Штирия быть снижена, руководящие Стороны также договорились слияния двух районов в Юденбург и Книттельфельд.
В первом райцентра Книттельфельд гражданина сервисный центр для часто запрашиваемых бизнес-кейсов (водительские права, паспорт и т.д.) была создана, далее остается там лесная служба по бывшей района Книттельфельд. Кроме того, в Книттельфельд, общественного разделения BH, районного школьного совета и РОВД команды, все три ответственность за весь район Murtal, проживает.
https://web.archive.org/web/20151122034756/http://www.bh-murtal.steiermark.at/cms/beitrag/11470267/58172306
Окружные власти являются результатом или, скорее, конец длительного развития, так как только централистская состояние просветления удалось построить хорошо широких слоев людей, которые рассматривались ниже административная организация. Ниже приводится краткая хронология доисторического и начала Bezirkshauptmannschaften:
1462: Для того, чтобы более эффективно защищать страну Штирия (угроза для страны турками) императором Фридрихом III. разделен на кварталы и помещен под командованием капитанов. Юденбург район охватывает весь Верхняя Штирия. Этот район был первоначально разделение чисто военных целей, но это было позже сделано для сбора налогов. До административной реформы под Марии Терезии, но не было в этом разделе политической и административной значимости, но основное правило дворянства и церкви, которые также были судебные и политическая власть.
1 748: абсолютистского государства под Марии Терезии было тревожно, его администрация, и особенно налоговая администрация, чтобы новая и более выгодно для государства. Старая разделение района страны была упразднена и создана княжеские офисы графства чешской модели. Эти районные отделения были государственные органы и соответствовал этому вопросу после поздней Bezirkshauptmannschaften.
В октябре 1748 Окружное управление Юденбург взял под руководством круговой главный человек продолжается. Задача районного отделения состояла, между прочим, обратить внимание на обработку законов для контроля за основное правило и школы и систему образования, чтобы защитить предметы их собственной инициативе и посредником в спорах между арендодателями и предметов. В качестве основы для классификации Штирии в кругах служил кроме нескольких изменений в последние кварталы страны.
В связи с этой всеобъемлющей задачи графство офис, оснащенных только небольшим штатом и состояла сначала только из районного начальника и секретаря; иногда приезжал стажера или клерка сделать. В 1800 был в офис графства окружного начальника, пять графства комиссаров, секретарь, А списки протоколов, три клерков и три приставы.
Сиденье районного отделения был первоначально дом уездного капитана. Долгое время здание служило Martini Place 6 (Martinihof) в графство офисного здания, недавно состоялся Neue Burg, текущий районный суд, районный отдел Judenburger.
1849 В рамках реорганизации коронные земли империи Австрии Judenburger района, в который вошли судебные районы Юденбург, Книттельфельд, жилье и появились вместо Оберцайринг Judenburger круга. На месте районного управления присоединился к Окружное. Юденбург область была подчинена районе Брук. В политических вопросах, то Окружное Юденбург был первый случай, в то время как районная Брук считалась второй экземпляр.
1853: Создание районных органов власти, которые несут ответственность как для администрации, и для юридических вопросах. Из района Judenburg судебного округа Юденбург, что районы Judenburg, Книттельфельд, Оберцайринг и жилье могут возникает.
+1867: Это было только с так называемой декабря 1867 Конституции, австрийская конституционный закон до крушения монархии, он пришел к разделению политического управления при отправлении правосудия. В стране в настоящее время разделен на политических округов, которые, как правило, включены два или более районов бывших районных отделений и обозначения "Bezirkshauptmannschaften" во главе. На вершине этих Bezirkshauptmannschaften были районные капитанов (для женщин не решился на этот патриархального мира не один, чтобы подумать) являются которые были назначены министром внутренних дел. Там было заключено несколько бывших районов в новых районных органов власти, которые в значительной степени совпадали со старыми, 1849 возведен Bezirkshauptmannschaften. Для Bezirkshauptmannschaften Юденбург включены районы Judenburg, Оберцайринг, жилье и Книттельфельд.
1907 К 1 октября 1907 года "политическая Expositur Окружное Юденбург" была создана для Книттельфельд, но снова отменены это на 1 июня 1932nd
1945: После Второй мировой войны в Книттельфельд с 18 июня по 23 июля 1945 года "Предварительная Окружное" (Expositur из Юденбург), который был в конечном счете разделены на 20 февраля 1946 года и получил Юденбург свою область влияния.
1981: В 1981 году переехал Окружное Юденбург в Neue Burg (районный суд) в 1978 по 1980 возведен новых зданий в часовне.
2012: Районы Юденбург и Книттельфельд быть объединены с округом "Murtal". Сиденье новый Окружное Murtal находится город Юденбург. В городе Knittelfeld устанавливается филиал.

## Экономика и инфраструктура

### Инфраструктура

#### Транспорт и связь
- Почтовые коды по регионам Штирии

## Просвещение, культура и спорт
- Культурный проект (нем.)

## Политика

### Политическая ситуация
- Распределение голосов избирателей по округам Штирии на выборах 2010 года. (недоступная ссылка) Карта (нем.).

## Внешние ссылки
- Официальная страница  (нем.)
- Немецко-русский переводчик, Google
- Округа, общины и ортшафты Штирии (1850) Bezirkhauptmannschaft, Quelle: ALEX Historische Rechts- und Gesetzestexte Online  (нем.)
- Изменения площади округов Штирии в 1981-2012, Quelle: Statistik Steiermark.at  (нем.)
- Распределение земельного фонда по округам Штирии, 2012, Quelle: Statistik Steiermark.at  (нем.)
- Распределение земельного фонда по округам Штирии, 2011, Quelle: Statistik Steiermark.at  (нем.)
- Распределение земельного фонда по округам Штирии, 2000, Quelle: Statistik Steiermark.at  (нем.)
- Распределение земельного фонда по округам Штирии, 1991, Quelle: Statistik Steiermark.at  (нем.)
- Распределение земельного фонда по округам Штирии, 1981, Quelle: Statistik Steiermark.at  (нем.)
- Планировочные регионы Штирии  (нем.)
- Картосхема планировочных регионов Штирии  (нем.)
- Планировочные регионы Штирии  (нем.)
- Картосхема гросрегионов Штирии  (нем.)
- Обзорная карта Штирии  (нем.)
- Картосхема несостоявшегося административно-территориального деления Штирии  (нем.)

## Лицензия
- Лицензия: Namensnennung 3.0 Österreich (CC BY 3.0 AT) (нем.)
- Лицензия (Штирия):  "Datenquelle: CC-BY-3.0: Land Steiermark - data.steiermark.gv.at" (нем.)